# Els Obacs
Els Obacs es una entidad de población española del municipio de Llimiana, perteneciente a la provincia de Lérida, en la comunidad autónoma de Cataluña.

## Toponimia
El lugar puede aparecer referido como «Els Obacs» y «Obachs».

## Historia
Hacia mediados del siglo XIX, el lugar, ya por entonces perteneciente a Llimiana, tenía contabilizadas diez casas. Aparece descrito en el duodécimo volumen del Diccionario geográfico-estadístico-histórico de España y sus posesiones de Ultramar de Pascual Madoz con las siguientes palabras:

OBACHS: cas. en la prov. de Lérida, part. jud. de Tremp, térm. jurisd. de Llimiana: lo componen 10 casas de campo, apartadas unas de otras, y sit. detrás de la peña en que está la v. á que pertenecen.
(Madoz, 1849, p. 202)

En 2023, la entidad singular de población tenía empadronados doce habitantes.